# Dziennik Regionów
Dziennik Regionów – główny program informacyjny TVP3 (do 2 stycznia 2016 TVP Regionalna), nadawany codziennie o 16:45 (retransmitowany o 17:30 w TVP Polonia od 7 lipca 2020 do 14 marca 2021 roku) i 22:00. W okresie od 31 sierpnia 2015 do 28 sierpnia 2016 był emitowany o 22:15, od 1 września 2013 do 30 sierpnia 2015 o 21:15, a w weekendy w okresie od 1 września 2013 do 30 listopada 2013 o 21:30. Pierwszy raz został nadany 1 września 2013 o 21:30. Wydanie to poprowadziła Agnieszka Oszczyk. Program nadawany jest z uniwersalnego studia TVP3 mieszczącego się w siedzibie TVP3 Warszawa w Warszawie przy ulicy Jasnej 14/16.